# 青林渡路
青林渡路，是浙江省宁波市的一条道路，因青林渡而得名，起点位于新星路、环城北路交叉口，南接环城西路，终点位于姚江东路，北接江北大桥、江北大道:250，为原319省道的一部分:233-234，全长1.165公里，于1996年12月30日通车，原为混凝土路面，2004年改为沥青混凝土路面并改为城市道路，2014年进行大修工程，2015年完工。

## 主要相交道路
- 南接环城北路
- 西：新星路、东：环城北路
- 青林湾街
- 姚江东路
- 北接江北大桥、江北大道